# Вулька-Бжузька
Вулька-Бжузька (пол. Wólka Brzózka) — село в Польщі, у гміні Ґловачув Козеницького повіту Мазовецького воєводства.
Населення — 214 осіб (2011).
У 1975-1998 роках село належало до Радомського воєводства.

## Демографія
Демографічна структура станом на 31 березня 2011 року:
|          | Загалом | Допрацездатний вік | Працездатний вік | Постпрацездатний вік |
| -------- | ------- | ------------------ | ---------------- | -------------------- |
| Чоловіки | 112     | 27                 | 67               | 18                   |
| Жінки    | 102     | 30                 | 45               | 27                   |
| Разом    | 214     | 57                 | 112              | 45                   |